# Melissa Dupré
 (mai 2017).
Melissa Dupré, née le 5 novembre 1986, est une athlète belge, spécialiste du lancer du javelot.